# 볼류 프레냐우
볼류 프레냐우(아스투리아스어: bollu preñáu, 스페인어: bollo preñao 보요 프레냐오[*]) 또는 판 프레냐오(스페인어: pan preñao)는 스페인의 소시지 빵이다. 아스투리아스주, 칸타브리아주 지역의 음식이며, 인접한 바스크주, 라리오하주 및 갈리시아주에서도 즐겨 먹는다. 바스크주에서는 초리판(바스크어: txoripan) 또는 초리오기아(바스크어: txoriogia)라 불리는데, 아르헨티나의 초리판(choripán)과는 관계가 없다.

## 이름
아스투리아스어 "볼류(bollu)"는 "롤빵"을, "프레냐우(preñáu)"는 "임신한"을 뜻한다. "임신한 빵"이라는 뜻이다.

## 같이 보기
- 초리판
- 핫도그